# أدريان فرنانديز كابريرا
أدريان فرنانديز كابريرا (بالإسبانية: Adrián Fernández Cabrera)‏ هو سياسي مكسيكي، ولد في 28 أكتوبر 1967 في مدينة مكسيكو في المكسيك. حزبياً، نشط في حزب العمل الوطني. وقد انتخب عضو مجلس النواب المكسيك.